# Грицюта Микола Сидорович
Мико́ла Си́дорович Грицю́та (нар. 8 травня 1925, село Колоденка, нині Рівненського району Рівненської області — 12 лютого 1997) — український літературознавець. Доктор філологічних наук (1992).

## Біографічні відомості
1953 року закінчив Львівський університет.
У 1956—1987 року — науковий співробітник Інституту літератури імені Тараса Шевченка АН УРСР.

## Наукова діяльність
Микола Грицюта досліджував історію української літератури 19 — початку 20 століття, літературно-фольклорні зв'язки, міжслов'янські літературні взаємини, історію української літературної критики.
Основні праці:
- «М. Коцюбинський і народна творчість» (1958).
- «Михайло Коцюбинський у слов'янських літературах» (1964).
- «Селянство в українській дожовтневій літературі» (1979),
- «Художній світ В. Стефаника» (1982).